# Rudolf Petzold
Rudolf Petzold (* 17. Juli 1908 in Liverpool; † 17. November 1991 in Köln) war ein britisch-deutscher Komponist und Musikpädagoge.

## Leben und Werk
Rudolf Petzold wurde 1908 in Liverpool als Sohn eines deutschen Vaters und einer englischen Mutter geboren. Er studierte von 1930 bis 1933 bei Philipp Jarnach in Köln.
Er wirkte zunächst als freischaffender Komponist. 1942 wurde er als Lehrer für Komposition an die Staatliche Hochschule für Musik in Frankfurt/Main berufen. 1947 ging er als Dozent an die Musikhochschule Köln, wo er 1955 zum Professor ernannt wurde. Hier wirkte er bis 1970 als Leiter der Abteilung Komposition und Theorie. Von 1960 bis 1969 war er stellvertretender Direktor der Kölner Musikhochschule.

## Kompositionen (Ausschnitt)
Neben zahlreichen kammermusikalischen Werken, Klavierstücken, Chorwerken, Liedern und Gesängen schuf Petzold folgende Werke:
- drei Streichquartette (1932, 1948, 1955).
- drei Symphonien (1942, 1943, 1956).
- Konzertouvertüre (1937).
- Symphonisches Vorspiel (1948).
- Symphonische Suite (1949).
- Messe a cappella (1951).
- Te Deum für Doppelchor und Orgel (1953)